# یو جنگ شنگ
یو جنگ شنگ (چینی: 俞正声; زاده آوریل 1945)از رهبران عالی رتبهٔ حزب کمونیست جمهوری خلق چین است. وی هم‌اکنون رئیس کنفرانس مشورتی حزب کمونیست است.
یو جنگ شنگ، در دانشکده مهندسی نظامی هاربین تحصیل کرده و در رشته کنترل خودکار موشک بالستیک دارای مدرک کارشناسی است.